# Bulimulus adserseni
Bulimulus adserseni é uma espécie de gastrópode da família Orthalicidae.
É endémica do Equador. 
Os seus habitats naturais são: florestas secas tropicais ou subtropicais .
Está ameaçada por perda de habitat.